# Pàlans
Pàlans és un heroi de la mitologia romana, un dels molts personatges epònims del Palatí.
Segons Dionís d'Halicarnàs aquest Pàlans era fill d'Hèrcules i de Dina, que era una filla d'Evandre. Va educar la deessa Victòria, i li va construir un temple al cim del Palatí, un dels més antics de Roma.
Va morir jove, i el seu avi Evandre el va enterrar al cim del turó al qual va donar nom.